# カトリック大名町教会
カトリック大名町教会（カトリックだいみょうまちきょうかい）は、福岡県福岡市中央区大名にあるキリスト教（カトリック）の教会およびその聖堂である。
カトリック福岡司教区における司教座聖堂（カテドラル）であり、福岡カテドラルセンターの別称がある。

## 沿革

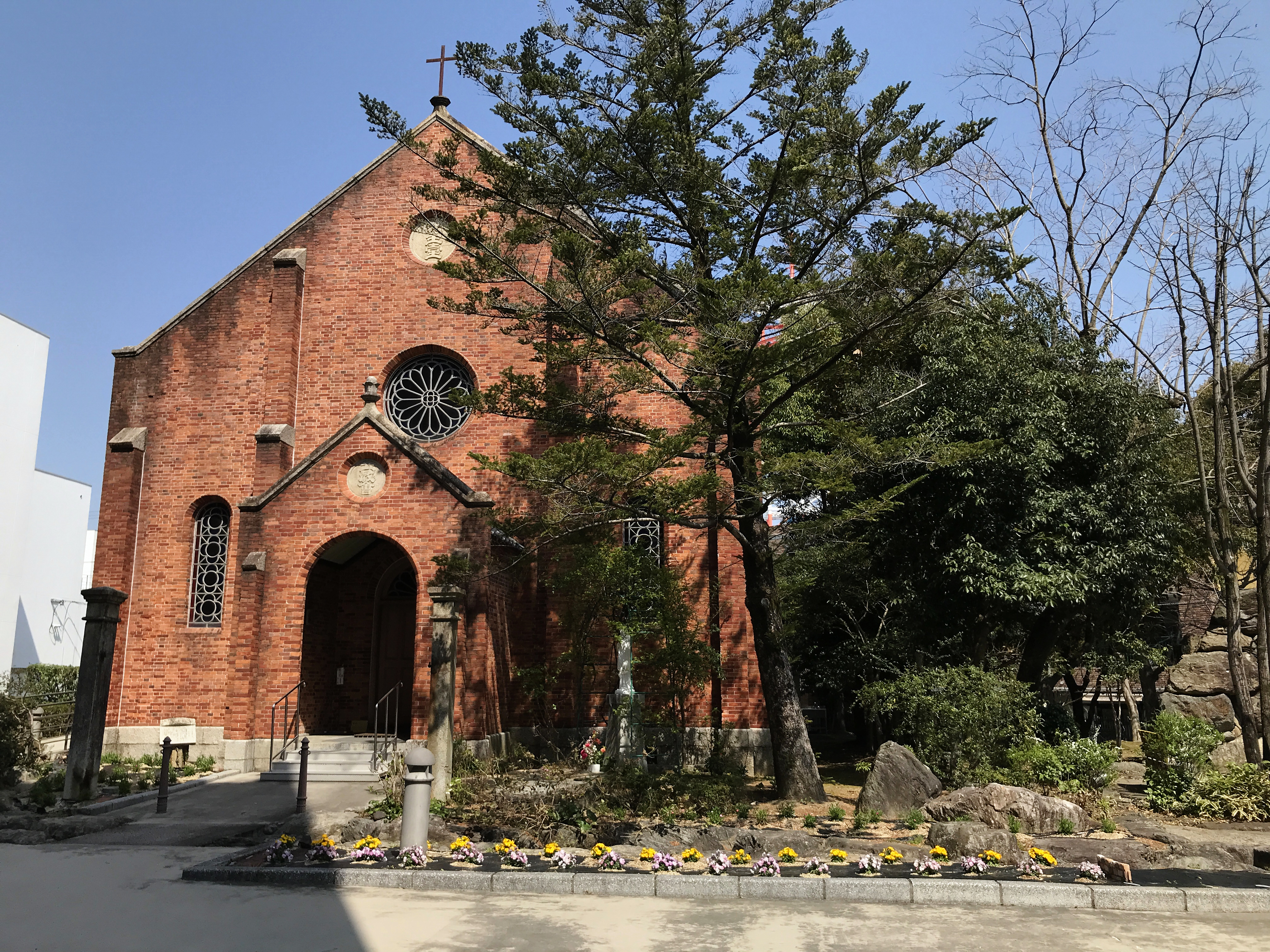
聖マリア病院雪の聖母聖堂（久留米市指定有形文化財、旧大名町教会赤レンガ聖堂）

1896年（明治29年）、エドワード・ベレール神父の設計により、現在地に先代の赤レンガ造の天主堂（聖堂）が建立された。1927年（昭和2年）にカトリック福岡司教区が長崎司教区から独立したのに伴い、司教座聖堂となる。1938年（昭和13年）には、信徒数増加のため手狭となった赤レンガ聖堂に隣接して木造の聖堂が増築された。第2次世界大戦（太平洋戦争）中は日本軍に接収されたこともあったが、戦災は免れた。その後1984年（昭和59年）、老朽化のため聖堂の改築が始まり、赤レンガ聖堂は福岡県久留米市の聖マリア病院院長らが中心となり、同病院構内に移築されて同院の附属聖堂（雪の聖母聖堂）となる事で残された。そして1986年（昭和61年）に現在の聖堂が新築されて、木造聖堂は解体された。
現在の聖堂は、鉄筋コンクリート製。主祭壇は旧聖堂から引き続いて使われているもので、南西側を正面としている。南東側には、高さ40mの鐘楼が建っている。

## 逸話
- 教会前の明治通りは福岡市中心部でも有数の幹線道路だが、 福岡藩（黒田氏）の城下町時代には防備のため喰違（クランク）状に造られており、教会前の天神町と大名町の境目も喰違となっていた。聖堂建立後の1910年（明治43年）、福博電気軌道により明治通りに路面電車（後の西鉄福岡市内線で、現在は廃線）が敷設されることになるが、当初福博電気軌道側は線路線形に悪影響があるため聖堂の移転を求めて交渉したものの進展せず、最終的に教会側が当時の政界実力者でカトリック信者である原敬（のち首相）を動かして移転要求を取り下げさせた経緯があった。現在も明治通りとその地下を走る福岡市地下鉄空港線は天神から大名方面へ向かう途中の聖堂前に在る天神西交差点の前後でS字カーブを描く形となっている[3]。

- 福岡ソフトバンクホークスが優勝したときに行われる優勝パレードのコース（明治通りを呉服町交差点から舞鶴公園付近まで進む）上にあり、パレードが通過する前後に選手達を祝福するために、教会の鐘が一斉に鳴らされる。

- 武田鉄矢（当時25歳）が、1974年11月27日午後1時より挙式した。

## 所在地
- 〒810-0041 福岡県福岡市中央区大名2丁目7-7

### 交通アクセス
- 西鉄福岡（天神）駅・福岡市地下鉄天神駅から徒歩5分。
- 西鉄バス「西鉄グランドホテル前」停留所下車すぐ。

## 周辺
- 西鉄グランドホテル
- 福岡銀行本店
- 福岡市中央区役所